# فرديناند شميت
فرديناند شميت (و. 1840 – 1909 م) هو مصور ألماني، ولد في نورنبرغ، توفي في نورنبرغ، عن عمر يناهز 69 عاماً.